# 어맨다 셜
어맨다 셜 (Amanda Schull, 1978년 8월 26일 ~ )은 미국의 발레 무용수, 배우이다.

## 출연 작품

### 영화
- 열정의 무대 (2000)
- Women on Top (2007)
- 서로러티 워스 (2009)
- 마오의 라스트 댄서 (2009)
- 제이. 에드가 (2011)
- 아이 엠 래스 (2016)
- 악마의 문 (2017)

### 텔레비전
- 콜드 케이스 (2008)
- 더 클리너 (2008)
- 고스트 위스퍼러 (2009)
- 라이 투 미 (2009)
- 원 트리 힐 (2009-10)
- 본즈 (2010)
- 프리티 리틀 라이어스 (2010-13)
- 하와이 파이브-0 (2011)
- 캐슬 (2011)
- 두 남자와 1/2 (2011)
- 사이크 (2012)
- 멘탈리스트 (2012)
- 베이거스 (2012)
- 그림 형제 (2012)
- 슈츠: 두 변호사 (2013-19)
- 니키타 (2013)
- 서버가토리 (2014)
- 12 몽키즈 (2015-18)
- 머더 인 더 퍼스트 (2016)
- 맥가이버 (2020)
- NCIS (2022)
- 9-1-1: 론 스타 (2023)